# Бакаево (Аургазинский район)
Бакаево (баш. Баҡай) — деревня в Аургазинском районе Республики Башкортостан Российской Федерации. Входит в состав Султанмуратовского сельсовета. 

## География

### Географическое положение
Расстояние до:
- районного центра (Толбазы): 13 км,
- центра сельсовета (Султанмуратово): 3 км,
- ближайшей ж/д станции (Белое Озеро): 43 км.

## История
Деревня Бакай (Бакаево) основана ясачными татарами в 1785 году. К V ревизии в 1795 году, по первой версии, сюда заселились служилые татары из деревни Султанмуратово, по второй (?) 5 ясачными и 20 служилыми татарами из села Толбазы, ранее прибывшие из деревни Большой Красный Яр Нижегородской губернии.
До 1930 г. входила в Уршак-Минскую волость Стерлитамакского кантона.
Деревня Бакаево известна еще с 30-х годов XVIII в. В 1739 г. уфимец Шишковский продал балахонскому купцу башкирского мальчика, купленного у башкир деревне Бакаеве Алдара Акымбетова за 3 рубля. В 1902 г. деревня называлась Бакай Турсагалино на р. Турсагали, состоящая из 9 дворов, где проживали 66 татар. Носила она также другое название: Белекей Дюртюли.
В начале 20 века была заселена несколькими жителями из деревни Красный Яр (Кызыл Яр), образованной в 1927 г. выходцами из Султанмурата, исчезнувшей с карты района в 60-х годах XX в.

## Население
| 2002 | 2009 | 2010 |
| ---- | ---- | ---- |
| 35   | ↘26  | ↘20  |

Согласно переписи 2002 года, преобладающая национальность — татары (71 %).